# تونگ جیان
تونگ جیان (انگلیسی: Tong Jian؛ زادهٔ ۱۵ اوت ۱۹۷۹) اسکیت‌باز نمایشی اهل چین است.